# Сільвія Шалаї
Сільвія Шалаї (угор. Silvia Szalai, 26 лютого 1975) — угорська плавчиня.
Чемпіонка світу з водних видів спорту 1998 року, призерка 2001 року.
Чемпіонка Європи з водних видів спорту 1999 року.
Призерка Чемпіонату Європи з плавання на короткій воді 1999 року.